# 鉄道ゼミナール音楽編
「鉄道ゼミナール音楽編」（てつどうゼミナールおんがくへん）は、SUPER BELL''Zと向谷実のコラボレーションアルバム第二弾である。鉄道ゼミナール大手私鉄編と同時発売された。発売元は「ヤマハエーアンドアール」。

## 解説
- タイトーのゲーム「鉄道ゼミナール大手私鉄編」（一部JR編からのものも）のBGMを編曲した形でCD化したアルバム。
- 当初はCD化の予定は無かったが、大手私鉄16社の曲を作るにつれて、ニンテンドーDSの容量の関係でなくなくカットせざるを得なかった部分などを含めて聞いてもらいたいと言う思いから急遽CD化することとなった。
- 当初の計画ではSUPER BELL"Zは担当予定ではなかったが、向谷の依頼で急遽製作することになった。
- 楽曲（各社）によって歌詞が付いているものと付いていないものがあるのが特徴。その為、アルバムながらもサントラ的要素もある。
- このアルバムでTrain Simulator、Railfanシリーズで使用（およびpop'n musicでアレンジ）された「The Liner」、Train Simulator、Railfanシリーズで使用された「The mission」、「MAROON」、「WESTERN BREEZE」、Train Simulatorシリーズで使用されたカシオペアの未収録曲である「PORT TOWN」、「Terminal」、向谷が『タモリ倶楽部』や『世界一キモいクイズ』で披露した「ドレミファーレ」とSUPER BELL"Zの「鉄道ヒーロー」シリーズの楽曲「パノラマフェニックス～展望超人パノラマガールのテーマ～」の計8曲が初CD化した。
- 定価は￥2,800（税込）となっている。

## 収録曲
向谷側の曲が13曲、SUPER BELL"Z側の曲が6曲収録されている。なお【】内はBGMとして使われた箇所あるいは会社。
1. 鉄道ゼミナールのテーマ（作曲・編曲：向谷実　作詞：野月貴弘）【オープニング】
2. ASAKUSA特急サンバ（作曲：土屋基　作詞・編曲：野月貴弘）【東武鉄道（東武）】
3. Red Canyon（作曲・編曲：向谷実）【西武鉄道（西武）】
4. The Liner（作曲・編曲：向谷実・堀内靖　作詞：野月貴弘）【京成電鉄（京成）】
5. 8 bit Beat O.K.!（作曲：土屋基　作詞・編曲：野月貴弘）【京王電鉄（京王）】
6. New Station Paradise（作曲・編曲：向谷実）【小田急電鉄（小田急）】
7. VVVFの宴（作曲・編曲：向谷実　作詞：野月貴弘）【東京急行電鉄（東急）】[1]
8. ドレミファーレ（作曲・編曲：向谷実　作詞：野月貴弘）【京浜急行電鉄（京急）】[2]
9. メトロネットワーク（作詞曲・編曲：野月貴弘）【東京地下鉄（東京メトロ）】
10. VINA TRANCE（作曲：土屋基　作詞・編曲：野月貴弘）【相模鉄道（相鉄）】
11. パノラマフェニックス～展望超人パノラマガールのテーマ～（作曲・編曲：野月貴弘　作詞：野月貴弘・土屋基）【名古屋鉄道（名鉄）】
12. The mission（作曲・編曲：向谷実・堀内靖）【近畿日本鉄道（近鉄）】
13. なんばJAPAN（作曲：土屋基　作詞・編曲：野月貴弘）【南海電気鉄道（南海）】
14. 京阪発車メロディメドレー（作曲・編曲：向谷実）【京阪電気鉄道（京阪）】[3]
15. MAROON（作曲・編曲：向谷実）【阪急電鉄（阪急）】
16. PORT TOWN（作曲・編曲：向谷実）【阪神電鉄（阪神）】
17. WESTERN BREEZE（作曲・編曲：向谷実）【西日本鉄道（西鉄）】
18. SURVIVAL（作曲・編曲：向谷実）【サバイバル検定】
19. Terminal（作曲・編曲：向谷実）【エンディング】

## 製作逸話
- 鉄道ゼミナール大手私鉄編のプログラマーが製作終了間際に16社分の曲を作りませんかと言う発案で楽曲が製作された。
- 鉄道ゼミナールのテーマは当初は歌詞付ではなかったが、初披露の時にノリで付けた歌詞が気に入られてそのまま歌詞となった。その為、歌詞カードにはこの楽曲の歌詞が存在していない。また、向谷が適当に入れたシンセサイザーを入れたものが最終版となったと言う。
- 元々ゲーム用の効果音をCD化のために引き伸ばしているため、ゲームでは聞けない部分もある。そのため、曲が完成しても気を抜けなかったと言う。
- 「パノラマフェニックス～展望超人パノラマガールのテーマ～」は、名鉄7000系の引退を記念して収録された。
- 「The Liner」はKONAMIから発売された音楽ゲーム『pop'n music13カーニバル』にも「Railroad Force」というタイトルで別バージョンが収録されている[4]。ジャンル名は「トレインシミュ」。